# Frank Duff
Frank Duff (Dublino, 7 giugno 1889 – Dublino, 7 novembre 1980) fu il fondatore dell'organizzazione cattolica laica Legio Mariae.
Era il primo dei sette figli di John Duff e di Susan Laetitia Freehill e fu battezzato con il nome di Francis Michael.

## Biografia
Dopo aver frequentato il collegio di Blackrock lavorò come impiegato e funzionario presso il Ministero delle Finanze.
Nel 1913 entrò nella Società San Vincenzo De Paoli i cui membri allora erano unicamente maschi ed il cui compito era l'assistenza ai poveri di Dublino. Già da allora egli iniziò a visitare le case ed a far opera di apostolato nelle strade. Nel 1915 entrò nel Terzo ordine carmelitano.
Nel 1918 lesse il Trattato della vera devozione alla Santa Vergine dell'allora beato francese Luigi Maria Grignion de Montfort, che apprezzò molto.
Il 7 settembre 1921 fondò con padre Michael Toher' la Comunità di Nostra Signora della Misericordia, i cui primi aderenti furono solo donne.
Dal 1921 al 1922 fu il segretario privato del Ministro della Difesa irlandese Michael Collins.
Dal 1925 la Comunità prese il nome di Legio Mariae ed i suoi membri furono chiamati "Legionari". Essi visitavano gli ammalati negli ospedali ed iniziarono ad operare con l'apostolato nelle strade e presso i gruppi di emarginati. Nel 1922 nacque l'Ostello di Santa Maria, che accoglieva ex prostitute, nel 1927 l'Ostello Stella Mattutina per i senzatetto e nel 1930 l'Ostello Regina Cœli per ragazze-madri. Tutti e tre erano diretti da Legionari.
La Comunità si estese dapprima in Irlanda, dal 1928 in Scozia e quindi nel resto del mondo.
Nel 1928 Frank Duff scrisse il "Manuale delle Regole del Legionario".
Nel 1931 egli poté presentare la Legio Mariae a papa Pio XI, in udienza privata.
Il papa, un fautore dell'apostolato dei laici e dell'Azione Cattolica, raccomandò la nuova organizzazione e la chiamò «… un'opera santa e meravigliosa …». Ciò fece sì che la nuova organizzazione fosse riconosciuta anche dalle posizioni più elevate della Chiesa. Successivamente anche i papi Pio XII (1953), Giovanni XXIII (1960), Paolo VI (1965) Giovanni Paolo II (1982) hanno mostrato apprezzamento e lode per la Legio Mariae.
Nel 1934 Duff lasciò la sua attività di funzionario statale e si dedicò solo più alla Legio Mariae.
Nel 1941 fondò con un gruppo di legionari la "Comunità Mercier" come Forum del dialogo fra cattolici e protestanti, che tuttavia pochi anni dopo dovette essere sciolta.
Nel 1965 papa Paolo VI lo invitò come "Uditore laico" al Concilio Vaticano II.
Nel 1998 l'arcivescovo di Dublino e futuro cardinale, Desmond Connell,  aprì il processo di beatificazione di Frank Duff.

## Opere
- Können wir Heilige sein?  (Engl. Erstfassung 1916) Senatus der Legio Mariae, Frankfurt a. M. 1990
- Das Handbuch der Legion Mariens. Engl. Erstfassung 1928
- Baptism of Fire. Bombay 1961; auch erschienen als: Miracles on Tap. New York 1961. Deutsch: Wie man die Welt erobert. Geschichte der Legio Mariae. 2. Aufl., Bernina, Klosterneuburg bei Wien, 1956 (Nachdruck einer Artikelserie in Maria Legionis 1937–1942)
- Mary shall reign. Dublin 1961. Deutsch: Maria soll herrschen. Kanisius, Freiburg/Schweiz u. a. 1963; Neuauflage: An der Hand der Mutter. Legion Mariens, Frankfurt 1982
- Victory through Mary. Dublin 1981. Der Geist der Legion Mariens. 2. Aufl., Kanisius, Freiburg/Schweiz u. a. 1960
- Virgo Praedicanda. Dublin 1967
- The Woman of Genesis. Dublin 1976
- Dass Gott mehr geliebt werde! Die Geschichte der Legion Mariens. Hrsg. Andreas Seidl, Legion Mariens, Senatus Österreich, Wien 2003, ISBN 3-00-011150-6